# Liste der Naturdenkmale in Eckelsheim
Die Liste der Naturdenkmale in Eckelsheim nennt die im Gemeindegebiet von Eckelsheim ausgewiesenen Naturdenkmale (Stand 17. Februar 2024).

## Ehemalige Naturdenkmale
| Nr.         | Bezeichnung                                 | Lage                                    | Beschreibung | Bild                          |
| ----------- | ------------------------------------------- | --------------------------------------- | --- | ----------------------------- |
| ND-7331-468 | Sandgrube und Felsrippe an der Bellerkirche | südlich des Ortes; Flur Petersberg Lage | flächenhaftes Naturdenkmal, zwei Teilflächen; Rechtsverordnung aufgehoben, jetzt Teil des Grabungsschutzgebietes Oligozänes Brandungskliff am Steigerberg | mehr Fotos \| Fotos hochladen |